# Tshilenge (territorium i Kongo-Kinshasa)
Tshilenge är ett territorium i Kongo-Kinshasa. Det ligger i provinsen Kasaï-Oriental, i den centrala delen av landet, 1 000 km öster om huvudstaden Kinshasa.